# Massacres de la guerre civile syrienne
La guerre civile syrienne en cours, qui a débuté en 2011, est le théâtre de nombreux massacres. La majorité des massacres sont attribués au régime syrien et à ses alliés, de nombreux autres au groupe terroriste État islamique, et, dans une moindre mesures, aux groupes rebelles armés et factions kurdes.
En 2013, une commission de l'ONU chargée d'enquêter sur les violations des droits humains en Syrie confirme au moins neuf massacres délibérés, dans la période allant de 2012 jusqu'à la mi-juillet 2013. Le gouvernement syrien est désigné comme l'auteur présumé de huit de ces massacres, et l'opposition insurgée du neuvième. Ce décompte est contesté par les forces loyalistes,.
Human Rights Watch a documenté des attaques menées sans discernement par des groupes d’opposition armés : des exécutions extrajudiciaires, des enlèvements et des actes de torture. Des combattants étrangers et des groupes djihadistes ont commis certains des pires abus. L'ONG révèle aussi que les groupes djihadistes ont commis en Syrie, de plus en plus de violations graves des droits humains.

## Massacres et exactions du régime syrien

### Torture et morts en détention
En janvier 2014, trois anciens procureurs internationaux publient un rapport dans lequel ils affirment que 11 000 prisonniers ont été exécutés ou torturés à mort dans les prisons du régime syrien. Le rapport, commandé par le Qatar, allié de la rébellion, se base sur le témoignage d'un déserteur surnommé « César ». Ce dernier, un photographe ayant déserté la police militaire syrienne, avait fourni 55 000 photos numériques, dont 27 000 sont authentifiées par l'ONU et des ONG et quelques-unes rendues publiques,,.
Selon l'OSDH, lors de l'année 2013, 2 389 personnes meurent dans les prisons et les centres de détention des services de renseignement syriens des suites de tortures et des conditions de détentions. De janvier à novembre 2014, le nombre des morts est de 1 917, dont 11 femmes et 27 enfants ou adolescents. 200 000 personnes sont détenues dans les prisons du régime syrien,.
Le 13 mars 2015, l'OSDH affirme que le nombre de détenus morts sous la torture est désormais d'au moins 12 751, dont 108 enfants, et qu'environ 20 000 autres prisonniers sont portés disparus.  Selon le Réseau syrien pour les droits de l'homme, près de 128 000 personnes sont présumées mortes ou toujours en détention, en 2019.
L'ONG Amnesty International estime que 300 détenus meurent par mois en moyenne dans les prisons du régime depuis le début de la guerre civile, et que la quasi-totalité des prisonniers est torturée. La prison de Saidnaya, près de Damas, est considérée comme celle répertoriant le plus grand nombre de décès. L'ONG estime que pas moins de 13 000 personnes y ont été victimes d'exécution extrajudiciaire entre septembre 2011 et décembre 2015, et probablement des milliers d'autres depuis,.

### Bombardements et barils d'explosifs
Plusieurs milliers de civils meurent également dans les bombardements effectué par l'aviation syrienne et des hélicoptères qui larguent des barils d'explosifs. L'armée de terre syrienne tire des missiles balistiques sur des zones habitées. Human Rights Watch a enquêté sur neuf attaques menées en 2013, apparemment à l’aide de missiles balistiques, qui ont tué au moins 215 personnes, dont 100 enfants. Selon OSDH, au cours de l'année 2014 au moins 6 553 civils ont été tués par les bombardements des avions et des hélicoptères du régime, dont 965 femmes et 1 814 enfants.
Selon un rapport d'Amnesty International publié le 5 mai 2015, les bombardements au baril d'explosifs largués par hélicoptère ont fait 11 000 morts parmi les civils depuis 2012,.
L'OSDH affirme avoir comptabilisé, pour les six premiers mois de l'année 2015, au moins 19 205 raids aériens et 10 423 barils largués par hélicoptères qui ont causé la mort d'au moins 2 916 civils, dont 665 enfants, et fait plus de 18 000 blessés. Les pertes infligées aux rebelles ont été d'au moins 1 213 tués et plusieurs milliers de blessés.

### Attaques chimiques
Le conflit syrien compte plus de 300 attaques à l'arme chimique, essentiellement au sarin et au chlore. La quasi-totalité de ces attaques sont imputées au régime syrien, à l'exception de quelques attaques au gaz moutarde perpétrées par l’État islamique,,,.
Parmi ces frappes à l'arme chimique, plusieurs ont occasionné des massacres de grandes envergures, essentiellement sur des populations civiles : le massacre de la Ghouta, en 2013, tue plus de 1400 personnes dont plusieurs centaines d'enfants, l'attaque chimique de Khan Cheikhoun en 2017 tue une centaine de civils dont une trentaine d'enfants, et l'attaque chimique de Douma en 2018 fait une cinquantaine de victimes civiles.

### Autres
Dans un rapport publié le 24 octobre 2014, le Réseau syrien des Droits de l'Homme affirme que 5 307 civils dont 518 enfants ont été tués en Syrie par des sniper du régime syrien.

## Massacres et exactions de l'État islamique
Selon le politologue Ziad Majed, 400 personnes, en majorité des rebelles sunnites, ont été exécutés en 2013 par l'État islamique en Irak et au Levant et 1 000 à 1 200 ont été faits prisonniers.
Selon l'OSDH, l'État islamique exécute au moins 2 154 personnes en Syrie entre le 28 juin 2014 et le 28 avril 2015, dont 1 362 civils (principalement 930 membres de la tribu des Al Cheitaat), 529 soldats et miliciens du régime syrien, 137 rebelles syriens, y compris des djihadistes du Front al-Nosra et des Kurdes des YPG, et 126 de ses propres hommes pour tentative de désertion. L'OSDH estime cependant que le bilan réel est probablement plus élevé et évoque notamment plusieurs centaines de disparus dans les prisons de l'EI

## Estimations spécifiques

### Enfants syriens
Concernant les seuls enfants, victimes du conflit syrien :
- Pour la période de mars 2011 à la fin août 2013 :
  - Selon le centre de réflexion britannique " Oxford Research Group ", sur 113 735 morts civils et combattants recensés au total pendant l'actuelle  guerre de Syrie, ce sont 11 420 enfants syriens (âgés de moins de 17 ans) qui ont été tués. Sur les 10 586 enfants dont la cause de la mort a été identifiée, l'étude précise :
    - 7 557 enfants, soit 71 % du total, ont été tués par des « armes explosives » (bombardements aériens, tirs d'artillerie, attentats à la bombe et voitures piégées);
    - 2 806 enfants, soit 26,5 % du total (un enfant sur quatre), ont été tués par des « tirs d'armes légères ». Parmi eux figurent 389 abattus par des « tireurs embusqués » et 764 enfants « exécutés sommairement » (dont 112 avaient été torturés avant d’être exécutés);
    - Enfin 128 autres enfants auraient été touchés mortellement par armes chimiques.

L'étude ajoute qu'il y a deux fois plus de garçons décédés que de filles. Les adolescents ont été globalement plus visés que les enfants plus jeunes : « les garçons âgés entre 13 et 17 ans ont été les victimes les plus fréquentes des meurtres ciblés, que ce soit les tirs de snipers, les exécutions ou les tortures ».
- Pour la période de mars 2011 à la mi-janvier 2014 :
  - Un rapport du Secrétaire général de l’ONU sur les enfants et le conflit armé en République arabe syrienne décompte plus de 10 000 enfants qui ont perdu la vie à cause des violences en Syrie. (Rapport du Conseil de sécurité S/2014/31 du 14 janvier 2014).
  - Selon l'UNICEF, ce sont plus de 11 000 enfants syriens qui ont perdu la vie, victimes de tirs perdus ou de ceux de tireurs embusqués, d'attentats, de bombardement de zones résidentielles, d'attaques contre les écoles et les hôpitaux, et aussi d'exécutions[28].
- Pour la période de mars 2011 à la fin avril 2014 :
  - Le 8 mai 2014, le site web Syrianshuhada (Conseil national syrien) dénombrait 11 297 enfants de moins de 16 ans décédés[29]. Sur cette base de données, pour les 12 à 16 ans, ce sont 300 à 400 enfants qui sont décédés pour chaque tranche d'âge. Pour les causes de la mort :
    - 8 129 enfants, soit plus de 70 % du total, auraient été touchés par des armes explosives (dont 6 602 par des tirs d'artillerie, 1 384 par des bombardements aériens, 143 par explosion);
    - 2 429 par balles, soit près de 22 % du total, (dont 732 enfants trouvés sans papier et 449 spécifiquement tués par des tirs de sniper);
    - et aussi, 110 par égorgement, 74 sous la torture, 63 par armes chimiques, 6 de l’explosion d'une mine, etc[30].

### Chrétiens syriens
Avant la présente guerre, les chrétiens en Syrie représentaient 5 % de la population (soit environ un million de personnes).
Selon les dires du Patriarche Laham, grand dignitaire chrétien de Syrie, 450 000 chrétiens avaient déjà été déplacés par le conflit, entre mars 2011 et décembre 2013. Une soixantaine d'églises avaient été détruites. Et près de 1 200 civils chrétiens avaient trouvé la mort en moins de trois années.

## ONG et personnalités

### Appel de personnalités
Dans une lettre ouverte publiée le 13 mars 2012, une cinquantaine de personnalités, anciens dirigeants politiques, prix Nobel de la paix et intellectuels ont appelé les membres du Conseil de sécurité des Nations unies à s'unir pour retirer au président syrien son « permis de tuer » : dans ce texte publié dans le Financial Times et dans Le Figaro, ces personnalités de plus de vingt-sept nationalités estiment que « les divisions au sein de la communauté internationale ont donné au gouvernement d'Assad un permis de tuer et demandent que ce permis lui soit maintenant retiré ».

### Amnesty International
Le 14 mars 2012, Amnesty International rend public un rapport dénonçant un recours de grande ampleur à la torture et à d’autres formes de mauvais traitements en Syrie par le gouvernement. L'ONG recense 31 méthodes de torture et d’autres formes de mauvais traitements attribuées aux forces de sécurité, à l’armée et aux milices progouvernementales connues sous le nom de shabiha.

### Comité international de la Croix-Rouge
Le 21 février 2012, Le Comité international de la Croix-Rouge a demandé instamment aux autorités syriennes et à toutes les autres parties au conflit d’observer une cessation quotidienne des violences afin de permettre l’acheminement rapide des secours humanitaires.
Le CICR a également rappelé à toutes les parties au conflit qu'elles étaient tenues de faire en tout temps la distinction entre les civils et les personnes participant aux hostilités et de respecter pleinement le droit international humanitaire,.
Le 3 septembre 2012, le président du CICR, Peter Maurer, s'est rendu en Syrie pour une mission de trois jours, avec pour objectif de renforcer l'action humanitaire du CICR et du Croissant-Rouge arabe syrien,.

### Human Rights Watch
Le 15 mars 2012, l'ONG américaine Human Rights Watch a dénoncé dans un communiqué les « méthodes de terre brûlée » utilisées par l’armée syrienne afin de tenter d'écraser la révolte qui perdure dans le pays. L'ONG basée à New York déplore que le Conseil de sécurité l'ONU soit bridé par la Russie et la Chine et considère qu’après un an de révolte populaire en Syrie « le Conseil de sécurité devrait enfin s'unir et signifier clairement à Assad que ces attaques doivent cesser ». Le 20 mars 2012, Human Rights Watch a dénoncé dans un communiqué des crimes également commis par des groupes armés de l'opposition.

## Liste chronologique des massacres
| Nom                                                         | Date                             | Lieu                                                                        | Morts              | Auteurs | Description |
| ----------------------------------------------------------- | -------------------------------- | --------------------------------------------------------------------------- | ------------------ | --- | --- |
| Manifestations de Deraa                                     | 15 mars - 24 avril 2011          | Deraa (Gouvernorat de Deraa)                                                | 30 à 130+          | Forces armées arabes syriennes                                                                                | Les forces de sécurité syriennes ouvrent le feu à balles réelles sur des manifestants. |
| Massacre de Deraa                                           | 29 avril - 30 avril 2011         | Deraa (Gouvernorat de Deraa)                                                | 54+                | Forces armées arabes syriennes                                                                                | Au moins 48 civils sont tués lors des manifestations. Et le jour suivant, dans le pilonnage de l'armée et les tirs de francs-tireurs, ce sont 6 civils qui périssent. |
| Massacre de l'hôpital de Deraa                              | 15 mai 2011                      | Deraa (Gouvernorat de Deraa)                                                | 65                 | Forces armées arabes syriennes                                                                                | Des soldats du régime prennent d'assaut l'hôpital et massacrent 65 blessés. Cinq d'entre eux, accusés d'être des déserteurs, auraient été enterrés vivants. |
| Massacre de Jabal al-Zawiya                                 | 28 juin 2011                     | Jabal al-Zawiya (Gouvernorat d'Idleb)                                       | 11                 | Forces armées arabes syriennes                                                                                | Onze civils sont tués par des militaires du régime dans plusieurs villages du Jabal al-Zawiya, dont ceux de Rama et Sarja. |
| Massacre du Hama                                            | 31 juillet - 4 août 2011         | Hama (Gouvernorat de Hama)                                                  | 200                | Forces armées arabes syriennes                                                                                | Lors du siège de Hama, l'armée syrienne entre dans la ville et massacre environ 200 civils en cinq jours, |
| Exécutions de la prison de Saidnaya                         | septembre 2011 - 8 décembre 2024 | Prison de Saidnaya, Saidnaya (Gouvernorat de Rif Dimachq)                   | 5 000 à 30 000+    | Forces armées arabes syriennes                                                                                | En 2017, Amnesty International rapporte qu'environ 5 000 à 13 000 opposants au régime syrien ont été pendus dans la prison de Saidnaya entre septembre 2011 et décembre 2015 et que des milliers d'autres ont été torturés à morts,. En 2022, l'Association des détenus et des disparus de la prison de Saidnaya (ADMSP) estime qu'environ 30 000 détenus, essentiellement des prisonniers politiques, y ont trouvé la mort entre 2011 et 2018, ainsi que 500 détenus exécutés entre 2018 et 2021,. |
| Massacre de Kafroueid                                       | 20 décembre 2011                 | Kafroueid (Gouvernorat d'Idleb)                                             | 111                | Forces armées arabes syriennes                                                                                | 111 civils sont massacrés par l'armée selon l'OSDH. |
| Massacre de Homs                                            | 9 février 2012                   | Homs (Gouvernorat de Homs)                                                  | 57+                | Forces armées arabes syriennes                                                                                | Plus de 57 civils (dont 35 dans le quartier de Baba Amr) ont été tués par les forces gouvernementales syriennes. Certains ont été emportés dans leurs maisons par de violents bombardements sur le quartier d'Inchaat. |
| Massacre d'Ayn l'Arouz                                      | 9 - 14 mars 2012                 | Ayn l'Arouz (Gouvernorat d'Idleb)                                           | 15+                | Forces armées arabes syriennes Chabiha                                                                        | Une opération de quatre jours est déclenchée par les forces loyalistes (armée, services de renseignement et milice Shabiha) contre le village d'Ayn l'Arouz. Ce sont 5 civils enfants qui y perdront la vie. Le premier jour s'achève avec 11 morts (dont 3 garçons de 15 à 17 ans). Le lendemain, un incendie ravage le village. Trente-quatre personnes, dont deux garçons de 14 et 16 ans et une fillette de neuf ans, sont alors capturés. Sur les 34 prisonniers, quatre, dont les deux garçons, sont abattus par balles selon un rapport de l'ONU rendu public le 12 juin 2012 |
| Siège de Homs#Massacre de Karm al-Zeitoun                   | 11 mars 2012                     | Homs (Gouvernorat de Homs)                                                  | 47+                | Forces armées arabes syriennes Chabiha                                                                        | Les corps de 47 civils (26 enfants et 21 femmes) sont retrouvés, mutilés ou carbonisés, dans les quartiers de Karm al-Zeitoun et Al-Adawiyé. Les deux camps s'accusent mutuellement d'êtres responsables du massacre ; les rebelles du Conseil national syrien désignent les forces loyalistes et principalement les Shabiha, tandis que le régime syrien attribue ces tueries à des « gangs terroristes ». |
| Massacre d'Idleb                                            | 14 mars 2012                     | Idleb (Gouvernorat d'Idleb)                                                 | 15+                | Forces armées arabes syriennes Chabiha                                                                        | La ville Idleb est reconquise par les forces gouvernementales qui l'ont prise d'assaut, selon l'Observatoire syrien des droits de l'homme. 15 civils auraient été tués, 150 autres arrêtés. L'ONG syrienne affirme aussi que « 23 corps portant des marques de torture d'une extrême violence ont été retrouvés près de Mazraat Wadi Khaled, à l'ouest de la ville d'Idleb ». |
| Massacre de Chammas                                         | 11 mars 2012                     | Homs (Gouvernorat de Homs)                                                  | 15                 | Forces armées arabes syriennes                                                                                | Selon l'OSDH, 15 civils sont exécutés par des soldats loyalistes dans le quartier de Chammas. |
| Massacre de Houla                                           | 11 mars 2012                     | Homs (Gouvernorat de Homs)                                                  | 108                | Forces armées arabes syriennes Chabiha                                                                        | 108 civils, dont 34 femmes et 49 enfants, sont massacrés par les Shabiha et l'armée syrienne selon les enquêteurs de l'ONU,. |
| Massacre d'al-Koubeir                                       | 6 juin 2012                      | Mazraat al-Koubeir (Gouvernorat de Hama)                                    | 78                 | Chabiha | 78 civils sunnites, dont au moins 18 femmes et enfants, sont massacrés par des miliciens Shabiha,. |
| Bataille de Tremseh                                         | 12 juillet 2012                  | Tremseh (Gouvernorat de Hama)                                               | 38 à 150           | Forces armées arabes syriennes Chabiha                                                                        | L'armée syrienne loyaliste s'oppose à l'armée syrienne libre dans le village de Tremseh (population sunnite entourée par des communautés alouites) à 35 kilomètres au nord-ouest de la ville de Hama (gouvernorat de Hama). Le 12 juillet 2012, des forces de l'armée syrienne entourent Tremseh et bombardent le village pendant toute la journée. Les observateurs onusiens ont témoigné de l'utilisation d'artillerie lourde, d'hélicoptères et de chars. Des rapports ont indiqué qu'à la suite de cet assaut, des militaires et miliciens loyaux au régime se sont rués dans le village, mitraillant et poignardant les habitants, dont ceux s'efforçant de fuir les violences. Un premier bilan a dénombré de 150 à 305 morts Le nombre de morts varie de 103 civils (noms donnés par des sources de l'opposition) à 39 civils tués (selon le gouvernement assadiste). |
| Massacre d'Harbnafsa                                        | 5 août 2012                      | Harbnafsa (Gouvernorat de Hama)                                             | 11 à 40            | Forces armées arabes syriennes Chabiha                                                                        | Selon le Conseil national syrien, la localité est ciblée par des tirs d'artillerie, suivis d'un assaut de l'armée et des shabiha qui font 40 morts et 120 blessés. L'OSDH recense de son côté au moins 11 tués. |
| Massacre de Daraya                                          | 5 août 2012                      | Daraya (Gouvernorat de Rif Dimachq)                                         | 600 à 700          | Forces armées arabes syriennes Chabiha                                                                        | L'armée syrienne prend d'assaut la ville de Daraya et massacre des centaines de civils,. |
| Massacre de la caserne de Hanano                            | 8 septembre 2012                 | Alep (Gouvernorat d'Alep)                                                   | 20                 | Armée syrienne libre                                                                                          | Les rebelles prennent d'assaut la caserne de Hanano, à Alep. Au moins 20 soldats du régime capturés pendant les affrontements sont emmenés puis fusillés par les rebelles de la Brigade des Faucons d'Alep, membre de l'Armée syrienne libre,. |
| Massacre d'Aqrab                                            | 8 septembre 2012                 | Aqrab (Gouvernorat de Hama)                                                 | 100                | Inconnu | Une centaine d'alaouites auraient été massacrés. Démenti par les autorités syriennes, ce massacre est néanmoins attribué aux rebelles par les médias progouvernementaux. Les loyalistes et les rebelles s'accusent mutuellement d'être responsables de la tuerie,. |
| Massacre de Halfaya                                         | 23 décembre 2012                 | Halfaya (Gouvernorat de Hama)                                               | 60 à 300           | Forces armées arabes syriennes                                                                                | 60 à 300 civils sont tués et blessés devant une boulangerie bombardée par les forces aériennes syriennes,. |
| Massacre de la rivière Queiq                                | Fin janvier 2013                 | Alep (Gouvernorat d'Alep)                                                   | 147+               | Forces armées arabes syriennes                                                                                | Selon l'OSDH et l'AFP, les corps d'au moins 68 civils, la plupart âgés d'une vingtaine d'années, sont retrouvés dans la rivière Qouweiq, dans le quartier de Boustane el-Kasr. Les corps sont exhumés par les rebelles qui accusent les forces loyalistes. Selon Human Rights Watch, au moins 147 cadavres seront découverts dans la rivière d’Alep entre janvier et mars. Selon cette ONG : « les informations recueillies sur les lieux où ont été aperçues les victimes pour la dernière fois, indiquent que les exécutions ont très probablement eu lieu dans des zones contrôlées par le gouvernement, bien que les auteurs et leurs motivations ne soient pas connus ». |
| Massacre de Tadamon                                         | 16 avril 2013                    | Tadamon (Gouvernorat de Rif Dimachq)                                        | 288+               | Forces armées arabes syriennes                                                                                | Au moins 288 civils sont exécutés par balles à Tadamon, dans la banlieue de Damas, par la branche 227 du service de renseignement militaire syrien. Une vidéo diffusée en 2022 par un déserteur montre les prisonniers, les yeux bandés, contraints de courir puis de chuter un par un dans une fosse, où ils sont mitraillés. Les corps sont ensuite brûlés,. |
| Massacre d'al-Bayda et de Baniyas                           | 2 - 3 mai 2013                   | Baniyas, al-Bayda et Ras al-Nabaa (Gouvernorat de Tartous)                  | 278 à 450          | Forces armées arabes syriennes · Forces de défense nationale · Résistance syrienne                            | Des civils sunnites sont fusillés ou tués à l'arme blanche par l'armée syrienne et les Forces de défense nationale. Le massacre fait au moins 278 morts selon Human Rights Watch, dont 45 femmes et 43 enfants ; 307 morts au moins selon l'OSDH ; et 450 selon des experts de l'ONU,. |
| Massacre de Khan Al-Assal                                   | 22 juillet 2013                  | Khan Al-Assal (Gouvernorat d'Alep)                                          | 51+                | Front al-Nosra Liwa Ansar al-Khalifah                                                                         | Au moins 51 soldats du régime syrien sont exécutés par balles après avoir été capturés. L'OSDH attribue ces exécutions au Front al-Nosra et Liwa Ansar al-Khalifah,. |
| Massacres de Barouda                                        | 4 - 5 août 2013                  | Barouda (Gouvernorat de Lattaquié)                                          | 67 à 190           | État islamique en Irak et au Levant Jaych al-Mouhajirine wal-Ansar Front al-Nosra Ahrar al-Cham Suquor al-Izz | Les djihadistes de l'État islamique en Irak et au Levant, du Front al-Nosra, de Jaych al-Mouhajirine wal-Ansar, d'Ahrar al-Cham et de Suquor al-Izz attaquent une dizaine de villages alaouites. Selon Human Rights Watch, au moins 190 civils sont morts pendant l'offensive, dont 57 femmes et 18 enfants. Parmi ces derniers au moins 67 ont été exécutés, pour les autres victimes, les circonstances de leur mort n'ont pas été déterminées,. |
| Massacre de la Ghouta                                       | 21 août 2013                     | Damas (Gouvernorat de Rif Dimachq)                                          | 890 à 1 845        | Forces armées arabes syriennes                                                                                | L'armée syrienne lance une offensive dans Ghouta orientale et mène une attaque chimique dans des villes et quartiers tenus par les rebelles à l'est et au sud de Damas,. L'attaque est particulièrement meurtrière : entre plusieurs centaines et près de 2 000 personnes sont tuées selon les estimations, dont un grand nombre de femmes et d'enfants,. |
| Massacre d'An-Nabk                                          | 10 décembre 2013                 | An-Nabk (Gouvernorat de Rif Dimachq)                                        | 17                 | Forces armées arabes syriennes                                                                                | L'armée loyaliste reprend le contrôle de la ville de An-Nabk (Nabak) sur la route de Damas à Homs (à mi-distance). Dans un abri de Nabak, 17 civils (dont des enfants) ont été retrouvés morts, selon l'Observatoire syrien des droits de l'Homme (OSDH). |
| Massacre d'Adra                                             | 11 décembre 2013                 | Adra (Gouvernorat de Rif Dimachq)                                           | 32+                | Jaych al-Islam État islamique en Irak et au Levant Front al-Nosra                                             | Au cours de la bataille de la Ghouta orientale, Jaych al-Islam, le Front al-Nosra et l'État islamique en Irak et au Levant s'emparent d'Adra, une ville à majorité alaouite abritant aussi des communautés sunnite, druze et chrétienne,. Plusieurs dizaines de combattants loyalistes sont tués lors des combats. Des centaines de civils — des membres de comités populaires et des femmes parentes de militaires — sont capturés par Jaych al-Islam,. Selon l'OSDH, au moins 32 civils, en majorité des alaouites, sont également tués. Le 18 décembre, des djihadistes de l'État islamique en Irak et au Levant décapitent trois alaouites. |
| Massacre du Jabal al-Zawiya                                 | 7 janvier 2014                   | Jabal al-Zawiya (Gouvernorat d'Idleb)                                       | 34                 | Front révolutionnaire syrien                                                                                  | 34 combattants étrangers de l'État islamique en Irak et au Levant et de Jound al-Aqsa sont faits prisonniers par des rebelles dans le Jabal al-Zawiya, au sud d'Idleb. Ils sont ensuite séparés des combattants syriens, puis exécutés selon l'OSDH. |
| Massacre de l'hôpital ophtalmologique d'Alep                | 8 janvier 2014                   | Alep (Gouvernorat d'Alep)                                                   | 42                 | État islamique en Irak et au Levant                                                                           | 42 personnes, dont 21 otages civils et 21 combattants issus de différentes brigades rebelles, sont exécutés par les hommes de l'État islamique en Irak et au Levant. Les combats se rapprochant, les djihadistes avaient abattu d'une balle dans la tête leurs prisonniers, puis abandonné en précipitation l'ancien hôpital pour enfants qui leur servait de quartier-général et de prison. |
| Massacre de Tall Abyad                                      | 11 - 12 janvier 2014             | Tall Abyad (Gouvernorat de Raqqa)                                           | 70 à 100           | État islamique en Irak et au Levant                                                                           | Selon l'OSDH et un activiste, 70 à 100 combattants du Front al-Nosra et d'Ahrar al-Cham capturés à Tall Abyad sont exécutés par les hommes de l'État islamique en Irak et au Levant et leurs corps conduits à Raqqa,. |
| Massacre de Jarablus                                        | 17 - 19 janvier 2014             | Tall Abyad (Gouvernorat de Raqqa)                                           | 60                 | État islamique en Irak et au Levant                                                                           | Après avoir repris la ville de Jerablus, les djihadistes de l'État islamique en Irak et au Levant décapitent publiquement environ 60 prisonniers rebelles, issus principalement du Front islamique. |
| Massacre de M’aan                                           | 9 - 11 février 2014              | M’aan (Gouvernorat de Hama)                                                 | 42                 | Jound al-Aqsa                                                                                                 | À M’aan, un petit village syrien de minorité alaouite, situé dans la province de Hama, 42 habitants sont tués par le Front al-Nosra selon l'armée syrienne. Pour l'OSDH le bilan est de 21 civils et 20 combattants pro-régime tués tandis que l'ONU évoque plusieurs dizaines de civils tués. Selon le département d'Etat américain, le massacre est commis par des hommes de Jound al-Aqsa. |
| Massacre de Sfira                                           | 24 - 28 février 2014             | Sfira (Gouvernorat d'Alep)                                                  | 22                 | Groupe rebelle ou djihadiste non identifié                                                                    | 22 miliciens pro-régime ont été exécutés, selon l’OSDH après être tombés dans une embuscade rebelle. Certains miliciens auraient été décapités par des rebelles islamistes, les autres exécutés par balles. |
| Bataille de Boukamal                                        | 11 avril 2014                    | Boukamal (Gouvernorat de Deir ez-Zor)                                       | 7                  | État islamique en Irak et au Levant                                                                           | Les hommes de l'État islamique en Irak et au Levant, défaits à Boukamal, exécutent sept prisonniers, issus d'une brigade du Front islamique, selon l'OSDH,. |
| Exécutions de Raqqa                                         | 13 mai 2014                      | Raqqa (Gouvernorat de Raqqa)                                                | 7                  | État islamique en Irak et au Levant                                                                           | Sept personnes sont exécutées par l'État islamique en Irak et au Levant, dont deux par crucifiement. Leur exécution est revendiquée ainsi par l'EIIL : « Il y a dix jours, un groupe à moto a jeté une charge explosive au rond-point de Naïm contre un combattant de l'EIIL. Un civil musulman a eu une jambe coupée et un enfant a perdu la vue. Nos soldats ont immédiatement érigé un barrage et ont réussi à les intercepter. Ils ont ainsi pu arrêter les autres membres de la cellule. Aujourd'hui, nous avons appliqué le jugement de Dieu pour sept d'entre eux, dont deux par crucifixion ». |
| Massacre d'al-Taliliya                                      | 28 mai 2014                      | Al-Taliliya (Gouvernorat de Hassaké)                                        | 15                 | État islamique en Irak et au Levant                                                                           | Des hommes de l'État islamique en Irak et au Levant exécutent 15 civils selon Amnesty International, dont cinq hommes, trois femmes et sept enfants. Les victimes sont des Kurdes, que les djihadistes auraient pris à tort pour des Yézidis, elles sont exécutées pour la plupart d'une balle dans la tête. Human Rights Watch évoque quant à lui, au moins 15 civils tués dont six enfants. |
| Exécutions de Deir Hafer                                    | 28 mai 2014                      | Deir Hafer (Gouvernorat d'Alep)                                             | 8                  | État islamique en Irak et au Levant                                                                           | Huit rebelles sont exécutés par des djihadistes de l'État islamique en Irak et au Levant et leurs corps sont crucifiés. |
| Massacre de Khatab                                          | 9 juillet 2014                   | Khatab (Gouvernorat de Hama)                                                | 14                 | Groupe rebelle non identifié                                                                                  | 14 civils, dont sept hommes et sept femmes sont exécutés par des rebelles syriens selon l'OSDH. Les victimes sont issues d'un village majoritairement sunnite mais dont la population est considérée comme favorables aux loyalistes. |
| Bataille d'Al-Chaer                                         | 17 juillet 2014                  | Al-Chaer (Gouvernorat de Homs)                                              | 270                | État islamique                                                                                                | Les forces de l'État islamique s'emparent du champ gazier de d'al-Chaer ou Chaar, à l'est de Palmyre. Selon l'OSDH, plusieurs prisonniers loyalistes sont exécutés par balles par les djihadistes lors de la bataille. Au total au moins 270 personnes sont tuées, tant par les combats que par les massacres,. |
| Bataille de la Division-17                                  | 25 juillet 2014                  | Raqqa (Gouvernorat de Raqqa)                                                | 50 à 75            | État islamique                                                                                                | Après les combats, 50 à 75 soldats loyalistes syriens sont exécutés selon l'OSDH, pour la plupart par décapitation, par les djihadistes de l'État islamique,. |
| Massacre de Mzeiraa                                         | 4 août 2014                      | Mzeiraa (Gouvernorat de Hama)                                               | 7                  | État islamique                                                                                                | D'après l'agence Sana et l'OSDH, des hommes de l'État islamique exécutent sept frères d'une famille de la communauté ismaélienne, avec parmi eux deux enfants de 13 et 15 ans. Quatre autres personnes sont blessées. |
| Massacres de Ghraneidj et d'al-Keshkeyyi                    | 1er - 17 août 2014               | Ghraneidj et d'al-Keshkeyyi (Gouvernorat de Deir ez-Zor)                    | 900 à 1 000        | État islamique                                                                                                | À la suite de la révolte de la tribu des Chaïtat contre l'État islamique dans le gouvernorat de Deir ez-Zor, les djihadistes massacrent 900 à 1 000 personnes en deux semaines selon l'OSDH, principalement des civils. 300 personnes sont notamment tuées en une seule journée à Ghraneidj,. |
| Bataille de Tabqa                                           | 27 - 28 août 2014                | Tabqa (Gouvernorat de Raqqa)                                                | 160 à 200          | État islamique                                                                                                | Après la bataille, les djihadistes de l'État islamique exécutent 160 à 200 prisonniers de l'armée syrienne. |
| Exécutions de Jarablous                                     | 30 septembre 2014                | Jarablous (Gouvernorat d'Alep)                                              | 10                 | État islamique                                                                                                | Selon l'OSDH 10 personnes capturées lors de la bataille de Kobané sont décapitées par les djihadistes de l'État islamique. Parmi les victimes figurent un civil, quatre combattants arabes de l'armée syrienne libre et cinq combattants kurdes des YPG, dont trois femmes. Leurs têtes sont exhibées dans la ville de Jerablus, |
| Exécutions de Tabqa                                         | 16 novembre 2014                 | Tabqa (Gouvernorat de Raqqa)                                                | 13                 | État islamique                                                                                                | 13 personnes accusées d'être liées aux Forces de défense nationale sont exécutées par l'État islamique selon l'OSDH. |
| Massacre de Rityan                                          | 17 février 2015                  | Rityan (Gouvernorat d'Alep)                                                 | 48                 | Hezbollah | 48 personnes, dont 13 rebelles faits prisonniers, des civils, 5 femmes et 10 enfants sont exécutés par les hommes du Hezbollah et des miliciens pro-régime étrangers selon l'OSDH,. |
| Bataille d'Idleb                                            | 28 mars 2015                     | Idleb (Gouvernorat d'Idleb)                                                 | 15                 | Forces armées arabes syriennes                                                                                | Avant d'abandonner la ville à la suite de leur défaite lors de la bataille d'Idleb, les loyalistes exécutent 15 prisonniers dans un centre de détention,. |
| Massacre de Majaoubé                                        | 30 mars 2015                     | Majaoubé (Gouvernorat de Hama)                                              | 46+                | État islamique                                                                                                | Les djihadistes de l'État islamique attaquent un village peuplé de sunnites, d'alaouites et d'ismaélites, et massacrent selon l'OSDH au moins 46 habitants, dont onze femmes et trois enfants. Ils exécutent également six militants pro-régime et enlèvent environ 50 à 100 civils, sunnites pour la plupart mais aussi des chiites ismaéliens,. Le 13 octobre 2018, le régime syrien affirme avoir découvert un charnier près du barrage d'Akareb, dans le gouvernorat de Hama. Le média pro-régime Al-Masdars News indique que selon une source militaire à Hama, la fosse commune contiendrait des dizaines de corps de femmes et d'enfants, parfois décapités. Les victimes seraient des ismaéliens. |
| Exécutions de Manbij                                        | 24 avril 2015                    | Manbij (Gouvernorat d'Alep)                                                 | 10                 | État islamique                                                                                                | Selon l'OSDH, 10 personnes sont exécutées par les hommes de l'État islamique, dont quatre pour avoir tué un de leurs combattants, les autres pour complicité avec les forces du régime ou avec les groupes kurdes. |
| Bataille de Jisr al-Choghour                                | 25 avril 2015                    | Jisr al-Choghour (Gouvernorat d'Idleb)                                      | 23                 | Forces armées arabes syriennes                                                                                | Battus à la bataille de Jisr al-Choghour, les membres des services du renseignement militaire du régime syrien exécutent 23 prisonniers avant de prendre la fuite. |
| Bataille de Palmyre                                         | 15 - 24 mai 2015                 | Tadmor, Palmyre et Al-Soukhna (Gouvernorat de Homs)                         | 217+               | État islamique                                                                                                | Des massacres sont commis par l'État islamique après la bataille de Palmyre. Selon l'OSDH, au moins 217 personnes sont exécutées; 67 civils, dont 14 enfants et 12 femmes, ainsi que 150 soldats, miliciens et agents du régime, tués par balles ou par décapitation,. L'agence Sana affirme de son côté que les djihadistes ont massacré 400 civils, dont plusieurs dizaines de fonctionnaires, des femmes et des enfants. |
| Exécutions du théâtre romain de Palmyre                     | 27 mai 2015                      | Palmyre (Gouvernorat de Homs)                                               | 25                 | État islamique                                                                                                | L'État islamique exécute par balles dans le théâtre romain, devant une foule rassemblée, 20 hommes accusés d'être des chiites ayant combattu pour le régime,. Le 4 juillet, l'EI diffuse la vidéo de l'exécution de 25 prisonniers dans le théâtre romain, tués par balles par 25 adolescents. |
| Massacre d'Ariha                                            | 28 mai 2015                      | Ariha (Gouvernorat d'Alep)                                                  | 13                 | Front al-Nosra                                                                                                | Selon l'OSDH, 13 soldats ou miliciens loyalistes sont exécutés après la prise de la ville par les rebelles de l'Armée de la Conquête. |
| Massacre de Qalb Loze                                       | 10 juin 2015                     | Qalb Loze (Gouvernorat d'Idleb)                                             | 23                 | Front al-Nosra                                                                                                | 23 villageois druzes, dont des vieillards et un enfant, sont tués par des combattants du Front al-Nosra. Cette tuerie fait suite à une altercation entre un habitant du village qui avait combattu dans les rangs loyalistes et un djihadiste venu lui saisir sa maison. Un homme du Front al-Nosra est également tué dans la fusillade. Le 13, le Front al-Nosra reconnaît l'implication de certains de ses hommes et affirme que ces derniers seront sanctionnés : « Des éléments d'al-Nosra ont participé à l'incident de Qalb Lozé sans l'aval de leurs dirigeants. Nous allons les sanctionner car ce qui s'est passé est une faute injustifiée, et le village est sous notre protection ». |
| Massacre de Kobané                                          | 25 - 27 juin 2015                | Kobané (Gouvernorat d'Alep)                                                 | 262                | État islamique                                                                                                | Une centaine de djihadistes de l'État islamique s'infiltrent dans la ville de Kobané et massacrent 262 civils kurdes,. |
| Exécutions de la Ghouta orientale                           | c. 1er juillet 2015              | Ghouta (Gouvernorat de Rif Dimachq)                                         | 18                 | Jaych al-Islam                                                                                                | Le 1er juillet 2015, Jaych al-Islam diffuse la vidéo de l'exécution de 18 hommes de l'État islamique, tués par balles. Celle-ci est réalisée en représailles à d'autres vidéos de l'EI où des combattants de Jaysh al-Islam étaient mis à mort. Les prisonniers sont vêtus d'habits noirs tandis que les bourreaux sont vêtus des mêmes combinaisons orange dont sont vêtus les captifs de l'EI,. |
| Massacre du marché de Douma                                 | 16 août 2015                     | Douma (Gouvernorat de Rif Dimachq)                                          | 117                | Forces armées arabes syriennes                                                                                | Des bombardements du régime sur le marché de la ville font au moins 117 morts et 250 blessés, en grande majorité civils, c'est le raid le plus meurtriers du régime depuis le début de la guerre,. |
| Bataille d'Abou Douhour                                     | 9 - 19 septembre 2015            | Abou Douhour (Gouvernorat d'Idleb)                                          | 71                 | Front al-Nosra Parti islamique du Turkestan                                                                   | Après la bataille d'Abou Douhour, les djihadistes du Front al-Nosra et du Parti islamique du Turkestan exécutent au moins 71 soldats du régime selon l'OSDH,. |
| Massacre d'al-Zara                                          | 12 mai 2016                      | Al-Zara (Gouvernorat de Hama)                                               | 19                 | Front al-Nosra                                                                                                | Des combattants du Front al-Nosra s'emparent d'un village alaouite et selon l'OSDH, 19 civils sont tués par les assaillants, dont six femmes. Huit miliciens loyalistes sont également tués lors du combat. |
| Attaque chimique d'Ouqayribat                               | 12 décembre 2016                 | Ouqayribat, Jrouh, Slaliyah, Al-Qastal et Hamadi Omar (Gouvernorat de Hama) | 35 à 93            | Forces armées arabes syriennes                                                                                | Une attaque chimique au sarin est menée par le régime syrien. |
| Massacres de Boustane al-Qasr, Kallassé, Ferdous et Salhine | 13 décembre 2016                 | Alep (Gouvernorat d'Alep)                                                   | 82+                | Harakat Hezbollah al-Nujaba · Forces armées arabes syriennes · Forces de défense nationale                    | Selon l'ONU, au moins 82 civils, dont 11 femmes et 13 enfants, ont été sommairement exécutés dans quatre quartiers d'Alep — Boustane al-Qasr, Kallassé, Ferdous et Salhine — par des troupes pro-régime, et notamment par des miliciens chiites irakiens du Harakat Hezbollah al-Nujaba,. |
| Exécutions de Palmyre                                       | 19 janvier 2017                  | Palmyre (Gouvernorat de Homs)                                               | 12                 | État islamique                                                                                                | L'État islamique exécute au moins 12 personnes selon l'OSDH. Quatre fonctionnaires et enseignants sont décapités près du musée, tandis que quatre rebelles et quatre soldats loyalistes sont abattus, dont certains dans l'ancien théâtre romain. |
| Massacres de Khan Cheikhoun                                 | 9 - 13 février 2017              | Khan Cheikhoun (Gouvernorat d'Idleb)                                        | 172 à 250          | Jound al-Aqsa                                                                                                 | Environ 172 à 250 rebelles de l'Armée syrienne libre et de Hayat Tahrir al-Cham sont exécutés par des djihadistes du Liwa al-Aqsa,. |
| Attaque chimique de Khan Cheikhoun                          | 4 avril 2017                     | Khan Cheikhoun (Gouvernorat d'Idleb)                                        | 87 à 200+          | Forces armées arabes syriennes                                                                                | Au cours de l'offensive de Hama, une attaque chimique au sarin est menée par des avions du régime syrien au nord des positions rebelles, faisant de nombreuses victimes civiles, |
| Massacre de Mayadine                                        | 5 avril 2017                     | Mayadine (Gouvernorat de Deir ez-Zor)                                       | 33+                | État islamique                                                                                                | Au moins 33 jeunes hommes de 18 à 25 ans sont exécutés par l'État islamique à environ huit kilomètres au sud de la ville selon l'OSDH. |
| Massacre de Jazrat al-Bouchams                              | 19 mai 2017                      | Jazrat al-Bouchams (Gouvernorat de Deir ez-Zor)                             | 19                 | État islamique                                                                                                | 19 civils, dont deux femmes et deux enfants, sont exécutés par balles et leurs corps sont brûlés par des djihadistes de l'État islamique. |
| Massacre de Sarmine                                         | 12 août 2017                     | Sarmine (Gouvernorat d'Idleb)                                               | 7                  | Inconnus | À l'aube, sept Casques blancs sont assassinés par balles par des hommes armés dans leur centre. L'AFP indique également que « selon l'OSDH et des militants, l'un des Casques blancs tués était apparu dans une vidéo qui a fait le tour du monde en 2016 : on le voit éclatant en sanglots en tenant dans ses bras une fillette de quatre mois sortie des décombres après un bombardement sur la ville d'Idleb »,. Le 18 septembre, trois hommes accusés d'avoir mené la tuerie sont exécutés par Hayat Tahrir al-Cham à Sarmine. |
| Massacre d'al-Qaryatayn                                     | 1er - 21 octobre 2017            | Al-Qaryatayn (Gouvernorat de Homs)                                          | 116+               | État islamique                                                                                                | Au moins 116 civils accusés de collaboration avec le régime sont exécutés pendant vingt jours par les djihadistes de l'État islamique. |
| Attaque chimique de Douma                                   | 7 avril 2018                     | Douma (Gouvernorat de Rif Dimachq)                                          | 43 à 150           | Forces armées arabes syriennes                                                                                | Une attaque chimique au chlore est menée par un hélicoptère des Forces du Tigre du régime syrien à la fin de la bataille de la Ghouta orientale,. |
| Attaques de Soueïda                                         | 25 juillet 2018                  | Soueïda (Gouvernorat de Soueïda)                                            | 142+               | État islamique                                                                                                | Au mois 142 civils druzes sont massacrés lors d'attaques commises par l'État islamique,. |
| Exécutions d'Idleb                                          | 2 mars 2019                      | Idleb (Gouvernorat d'Idleb)                                                 | 10                 | Hayat Tahrir al-Cham                                                                                          | En représailles à un attentat-suicide qui avait fait la veille au moins huit morts, dont six combattants, Hayat Tahrir al-Cham exécute dix hommes de l'État islamique sur les lieux de l'attentat,. |
| Massacre de Tall Abyad                                      | 12 octobre 2019                  | Tall Abyad (Gouvernorat de Raqqa)                                           | 9                  | Armée nationale syrienne (Ahrar al-Charkiya)                                                                  | Au cours de l'Opération Source de paix, neuf civils sont exécutés au sud de Tall Abyad par des rebelles appartenant à la faction Ahrar al-Charkiya,. Parmi les victimes figure Hevrin Khalaf, une femme politique kurde, membre de la direction du Conseil démocratique syrien et secrétaire générale du parti Avenir de la Syrie,. |
| Massacre d'al-Soukhna                                       | 17 février 2023                  | Près d'Al-Soukhna (Gouvernorat de Homs)                                     | 68                 | État islamique                                                                                                | Des djihadistes de l'État islamique attaquent des ramasseurs de truffes de sables |
| Massacre du désert de Hama                                  | 16 avril 2023                    | Près de Hama (Gouvernorat de Hama)                                          | 26 à 36            | État islamique                                                                                                | Des djihadistes de l'État islamique attaquent des ramasseurs de truffes de sables. |
| Massacre du désert d'al-Soukhna                             | Début décembre 2024              | Près d'Al-Soukhna (Gouvernorat de Homs)                                     | 54                 | État islamique                                                                                                | Selon l'OSDH, 54 soldats syriens fuyant la progression des rebelles sont arrêtés puis exécutés par des djihadistes de l'État islamique,. |
| Massacre de l'hôpital de Manbij                             | 10 décembre 2024                 | Manbij (Gouvernorat d'Alep)                                                 | Plusieurs dizaines | Armée nationale syrienne                                                                                      | Au cours de la bataille de Manbij, des combattants de l'Armée nationale syrienne s'emparent d'un hôpital au nord de Manbij et massacrent des dizaines de blessés du Conseil militaire de Manbij, affilié aux Forces démocratiques syriennes, qui y étaient soignés. |